# Кондратов, Юрий Николаевич
Ю́рий Никола́евич Кондра́тов (18 октября 1927, Омск, Сибирский край — 28 июня 2015, Екатеринбург) — советский и российский машиностроитель, учёный и общественный деятель.
Генеральный директор завода «Уралмаш» (1975—1978), лауреат Государственной премии СССР.

## Биография
После начала Великой Отечественной войны был зачислен в авиационное училище, однако через несколько месяцев был списан из-за проблем со здоровьем. До конца войны работал на военном заводе в Средней Азии.
Окончил Свердловский машиностроительный техникум (1947), техник-технолог; Уральский политехнический институт (1955), инженер-механик. Доцент.
В 1947—1978 годах — на Уралмашзаводе: технолог, инженер, начальник прокатного бюро отдела главного технолога, заместитель главного технолога, главный технолог, в 1970—1975 годах — главный инженер, в 1975—1978 годах — генеральный директор.
В 1978—1987 годах — заместитель председателя исполкома Свердловского областного совета народных депутатов.
В 1987—1998 годах в УГТУ-УПИ — читал курс «Проектирование машиностроительных заводов».
Принимал участие в создании машин непрерывного литья заготовок, блюминга-автомата «1300», реверсивных станов холодной прокатки, мощных прессов и правильно-растяжных машин, шагающих экскаваторов, буровых установок и др. техники.
Внёс вклад в создание оборудования для цеха холодной прокатки автолиста Карагандинского металлургического комбината, цеха холодной прокатки трансформаторной стали Верх-Исетского металлургического завода, колёсопрокатного цеха металлургического завода им. Карла Либкнехта, в освоение производства машин непрерывного литья заготовок криволинейного типа, буровых установок «Уралмаш-15000», оборудования для доменных печей объёмом до 5 тыс. м³.
Под его руководством на Уралмашзаводе проведена реконструкция механосборочных цехов, созданы поточные комплексно-механизированные линии по обработке и сборке деталей и узлов машин, в частности, по изготовлению станин и гидрокоробок буровых насосов, спроектированы и изготовлены специальные и агрегатные станки для высвобождения дефицитного универсального станочного оборудования.
Участник ликвидации аварии на Белоярской атомной станции в 1978 году.
Автор (вместе с соавторами) 7 авторских свидетельств.
Похоронен на Северном кладбище Екатеринбурга.

## Награды и премии
Лауреат Государственной премии СССР (1972).
Награждён орденами: Ленина (1976), Октябрьской Революции (1980), Трудового Красного Знамени (1966), «Знак Почёта» (1971), Заслуг перед Республикой Польша (ПНР, 1973), медалями и памятными знаками.